# Sd Kfz 232
Sd Kfz 232 (8-Rad)は、1936～43年9月までにおよそ150輌が生産（正確な数値は不明だが、偵察小隊の編成から推測）された8輪重装甲無線車である。ドイツ語では Schwerer Panzerfunkwagen Sd.Kfz.232 (8-Rad) と表記される。当初はSd Kfz 234と命名されていたが、暫定的な6輪重装甲車（Sd Kfz 232 (6-Rad)）の制式番号を受け継ぐ形で変更された。後にSd Kfz 234の番号は、新型の8輪重装甲車シリーズに与えられている。

## 概要
本車は重装甲偵察車Sd kfz 231に、中距離無線機 Fu.12 を積載したものである。格子状のフレームアンテナが屋根のように覆いかぶさっているのが外見上の特徴である。しかし車体の形状はそのままに無線機を追加積載したため、狭い車内での操作性は良いとはいえなかった。
またこれとは別に、指揮専用車輌として砲塔を撤去し、上部構造物を増設したSd Kfz 263 (8-Rad)も並行して生産されている。Sd Kfz 231 同様に装甲の強化された後期型があり、フレームアンテナは撤去されシュテルン（星型）アンテナに変更されている。